# Irene de Jong
Irene J. F. de Jong (* 1957) ist eine niederländische Altphilologin und Professorin für Gräzistik an der Universität von Amsterdam. Sie ist eine Hauptvertreterin der Narratologie.

## Leben
Irene de Jong studierte von 1975 bis 1982 an der Universität von Amsterdam. Sie unterrichtete anschließend am Gymnasium und hielt sich ein Jahr lang als Stipendiatin am Thesaurus Linguae Graecae in Hamburg auf, wo sie am Lexikon des frühgriechischen Epos mitwirkte.
In Hamburg arbeitete de Jong an ihrer Dissertation über den Erzähler der Ilias. Sie bediente sich dabei des narratologischen Modells der Amsterdamer Literaturwissenschaftlerin Mieke Bal. Dieser Ansatz war neu für die Klassische Philologie. Ihre Dissertation Narrators and Focalizers. The Presentation of the Story in the Iliad erschien 1987 in Amsterdam und wurde 2004 wiederaufgelegt. Die Arbeit wurde von der Fachwissenschaft unterschiedlich aufgenommen und vielfach diskutiert. Irene de Jong führte ihren Ansatz bei anderen griechischen Autoren fort, darunter Herodot, Sophokles und Thukydides.
Ab 1988 arbeitete de Jong als Dozentin an der Universität von Amsterdam, ab 1998 als Professorin. 2001 wurde sie auf den Lehrstuhl für Gräzistik berufen, den sie seither innehat.
Irene de Jong ist Mitherausgeberin eines Handbuchs mit dem Titel Modern critical theory and classical literature (Leiden/Boston 1994). Sie gibt die Handbuchreihe Studies in ancient Greek narrative heraus, von der bislang zwei Bände erschienen sind: Narrators, Narratees, and narratives in Ancient Greek Literature (Leiden/Boston 2004) und Time in Ancient Greek Literature (Leiden/Boston 2007). 2015 wurde sie in die Königlich Niederländische Akademie der Wissenschaften gewählt. Seit 2007 ist sie Mitglied der Academia Europaea, 2022 wurde de Jong zum korrespondierenden Mitglied der British Academy gewählt. Im selben Jahr erhielt sie den Ausonius-Preis der Universität Trier.

## Schriften (Auswahl)
- Narrators and focalizers: the presentation of the story in the Iliad. Amsterdam 1987. Nachdruck Amsterdam 2004
- Narrative in drama: the art of the Euripidean messenger-speech. Leiden 1991 (Mnemosyne Supplement 116)
- mit John Patrick Sullivan: Modern critical theory and classical literature. Leiden 1994 (Mnemosyne Supplement 130)
- A Narratological Commentary on the Odyssey. Cambridge 2001
- Studies in ancient Greek narrative. Vol. 1: Narrators, narratees, and narratives in ancient Greek literature. Leiden 2004 (Mnemosyne Supplement 257)
- mit Albert Rijksbaron: Sophocles and the Greek language: aspects of diction, syntax and pragmatics. Leiden 2006 (Mnemosyne Supplement 269)
- Studies in ancient Greek narrative. Vol. 2: Time in ancient Greek literature. Leiden 2007 (Mnemosyne Supplement 291)
- Studies in ancient Greek narrative. Vol. 3: Space in ancient Greek literature. Leiden 2012 (Mnemosyne Supplement 39)
- Homer Iliad Book XXII. Cambridge 2012